# 云海一号
云海一号是中华人民共和国的一系列卫星。主要用于大气海洋环境要素探测、空间环境探测、防灾减灾和科学试验等领域，首次发射于2016年11月12日。

## 发射列表
| 发射时间               | 卫星编号     | COSPAR ID | 卫星目录序号 | 运载火箭                        | 发射场           | 轨道         | 结果 |
| ---------------------- | ------------ | --------- | ------------ | ------------------------------- | ---------------- | ------------ | ---- |
| 2016年11月12日 7时14分 | 云海一号01星 | 2016-068A | 41857        | 长征二号丁运载火箭 （遥三十四） | 酒泉卫星发射中心 | 太阳同步轨道 | 成功 |
| 2019年9月25日 8时54分  | 云海一号02星 | 2019-063A | 44547        | 长征二号丁运载火箭 （遥四十三） | 酒泉卫星发射中心 | 太阳同步轨道 | 成功 |
| 2022年9月21日 7时15分  | 云海一号03星 | 2022-115A | 53877        | 长征二号丁运载火箭 （遥七十六） | 酒泉卫星发射中心 | 太阳同步轨道 | 成功 |
| 2023年10月15日 8时54分 | 云海一号04星 | 2023-159A | 58073        | 长征二号丁运载火箭 （遥七十七） | 酒泉卫星发射中心 | 太阳同步轨道 | 成功 |

## 事故
美國太空部隊第18太空控制中隊（SPCS）在2021年3月报告称已確認云海一号02星于2021年3月18日發生毀損，共計分裂成21個碎片散落在近地軌道上。解體前後幾天相關巧合事件不斷，3月10日，美國退役氣象衛星「NOAA-17」先在軌道解體；4月1日，俄羅斯軍用衛星「Kosmos 2525」也發現於太平洋上空解體。但有无线电爱好者于2021年4月1日接收到来自云海一号02星的L波段下行加密数据，卫星疑似进行了轨控。
对于外界所传的“卫星损坏”事件，中国官方并未做出任何声明。事後發現該星極可能被1996年的俄羅斯火箭碎片撞上，大小推測約10到50公分。不過已知該星沒有完全失去功能，目前仍能通訊，而且其疑似仍拥有轨控能力，卫星监测平台显示该卫星并没有因空气阻力而出现明显的轨道下降，而是依旧保持在高度约790公里的轨道上。